# Georg Jablukov
Georg Jablukov (* 22. März 1972 in Donezk, Ukrainische SSR als russisch Георгий Яблуков Georgij Jablukov) ist ein deutscher Eishockeyschiedsrichter und seit Januar 2009 einer von drei Profi-Schiedsrichtern in der Deutschen Eishockey Liga.

## Karriere
Sein erstes Spiel in der höchsten deutschen Eishockeyspielklasse pfiff Jablukov am 9. September 2007 mit der Partie Füchse Duisburg gegen den ERC Ingolstadt, zuvor war er lange Jahre als Linienrichter tätig gewesen. Nach der Teilnahme am „Trainee“-Programm der Deutschen Eishockey Liga wurde der Berliner Rechtsanwalt im Januar 2009 zum zweiten aktiven deutschen Profischiedsrichter neben Daniel Piechaczek ernannt. 
Als Linienrichter wurde Jablukov bei drei U20-Weltmeisterschaften eingesetzt. Als Hauptschiedsrichter pfiff er bislang eine Weltmeisterschaft der Division II und wurde zudem für die U18-WM 2009 in den Vereinigten Staaten sowie die Champions Hockey League 2009/10 nominiert.